# ماكس أورباخ
ماكس أورباخ (بالألمانية: Max Auerbach)‏ هو عالم حيوانات ألماني، ولد في 26 يناير 1879 في إلبرفيلد في ألمانيا، وتوفي في 21 نوفمبر 1968 في كارلسروه في ألمانيا.